# El sostre groc
El sostre groc és una pel·lícula documental catalana de 2022 de la directora de cinema Isabel Coixet. Es va estrenar en el 70è Festival Internacional de Cinema de Sant Sebastià.

## Sinopsi
El 2018, un grup de nou dones va presentar una denúncia contra dos dels seus professors de l'Escola de Teatre de Lleida, pels abusos sexuals que van patir entre 2001 i 2008 quan eren adolescents. Per por, per vergonya, perquè necessitaven més temps per a entendre i digerir el que havia passat, van presentar la denúncia massa tard i el cas va prescriure i el van arxivar. No obstant això, no sabien que gràcies als seus testimoniatges s'havia obert una porta i que potser no tot estava perdut.

## Repartiment
- Violeta Porta
- Goretti Narcís
- Aida Flix
- Marta Pachón
- Miriam Fuentes
- Sonia Palau

## Premis i reconeixements
| Any                                 | Premi                                           | Categoria                    | Nominació      | Resultat   | Ref.  |
| ----------------------------------- | ----------------------------------------------- | ---------------------------- | -------------- | ---------- | ----- |
| 2022                                | Festival de Cinema de Sant Sebastià             | Premi RTVE-Una altra mirada  | El sostre groc | Guanyadora | [ 5 ] |
| Menció especial - Premi Dunia Ayaso | El sostre groc                                  | Guanyadora                   | [ 6 ]          |            |       |
| 2023                                | Premis Goya                                     | Millor pel·lícula documental | Isabel Coixet  | Nominada   | [ 7 ] |
| Millor pel·lícula                   | Isabel Coixet                                   | Candidata                    |                |            |       |
| Millor direcció                     | Isabel Coixet                                   | Candidata                    |                |            |       |
| Millor guió original                | Isabel Coixet i Laura Ferrero                   | Candidates                   |                |            |       |
| Millor direcció de producció        | Ana Sánchez Palomo                              | Candidata                    |                |            |       |
| Millor direcció de fotografia       | Nadia S. Zafra                                  | Candidata                    |                |            |       |
| Millor muntatge                     | Mariona Solé Altimira                           | Candidata                    |                |            |       |
| Millor so                           | Nora Haddad, Anna Rajadell i Enrique G. Bermejo | Candidats                    |                |            |       |
| Premis Gaudí                        | Millor pel·lícula documental                    | Isabel Coixet                | Guanyadora     | [ 8 ]      |       |